# Biecz
Biecz (en alemán: Beitsch) es una ciudad ubicada en el voivodato de Pequeña Polonia, en Polonia. Con 4704 habitantes. La ciudad cuenta con muchos monumentos, por ejemplo una Iglesia del Corpus Christi gótica construida en el siglo XV/XVI, ayuntamiento (siglo XV) y ruinas de un castillo.

## Galería de imágenes

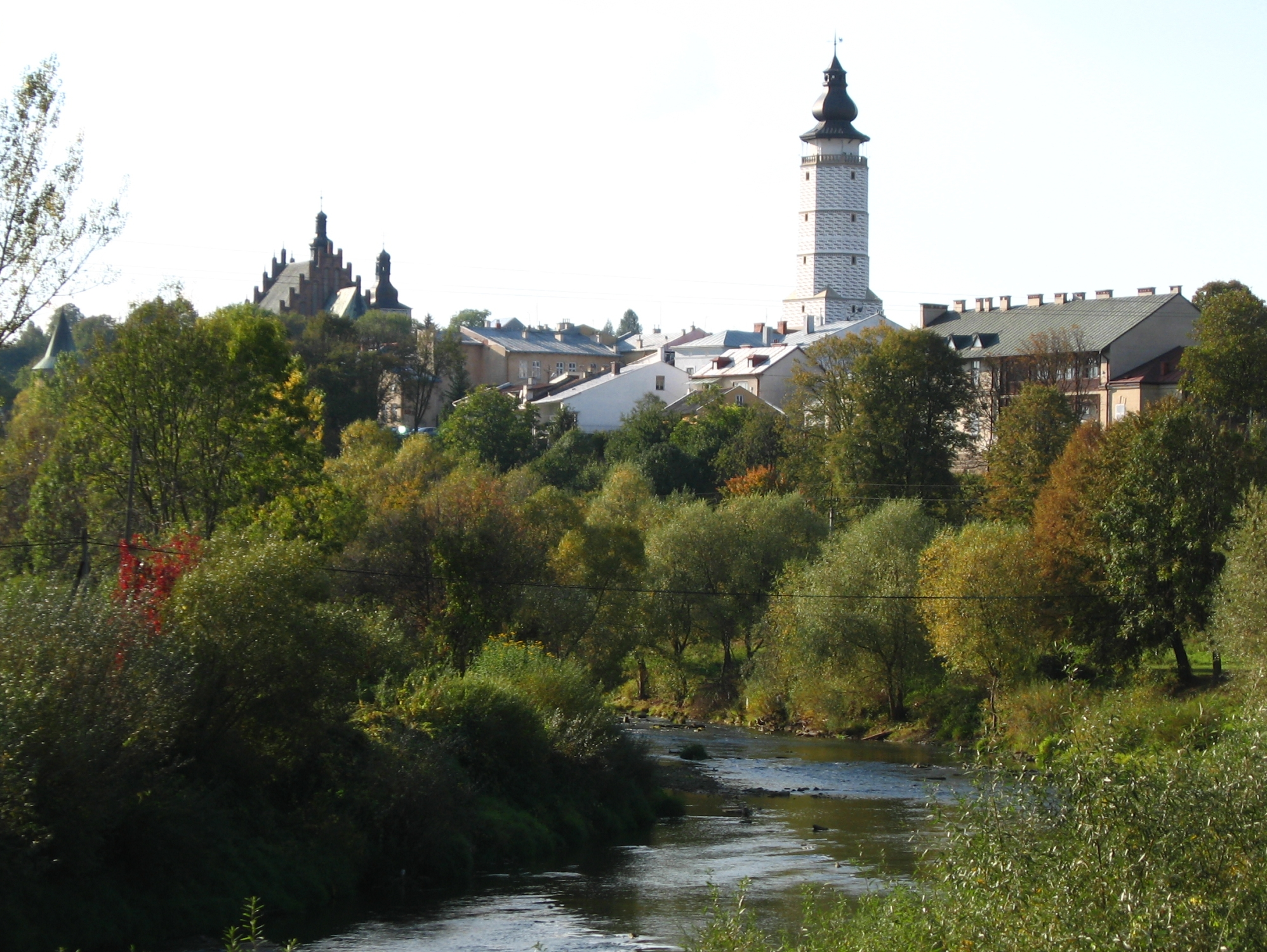
Río Ropa
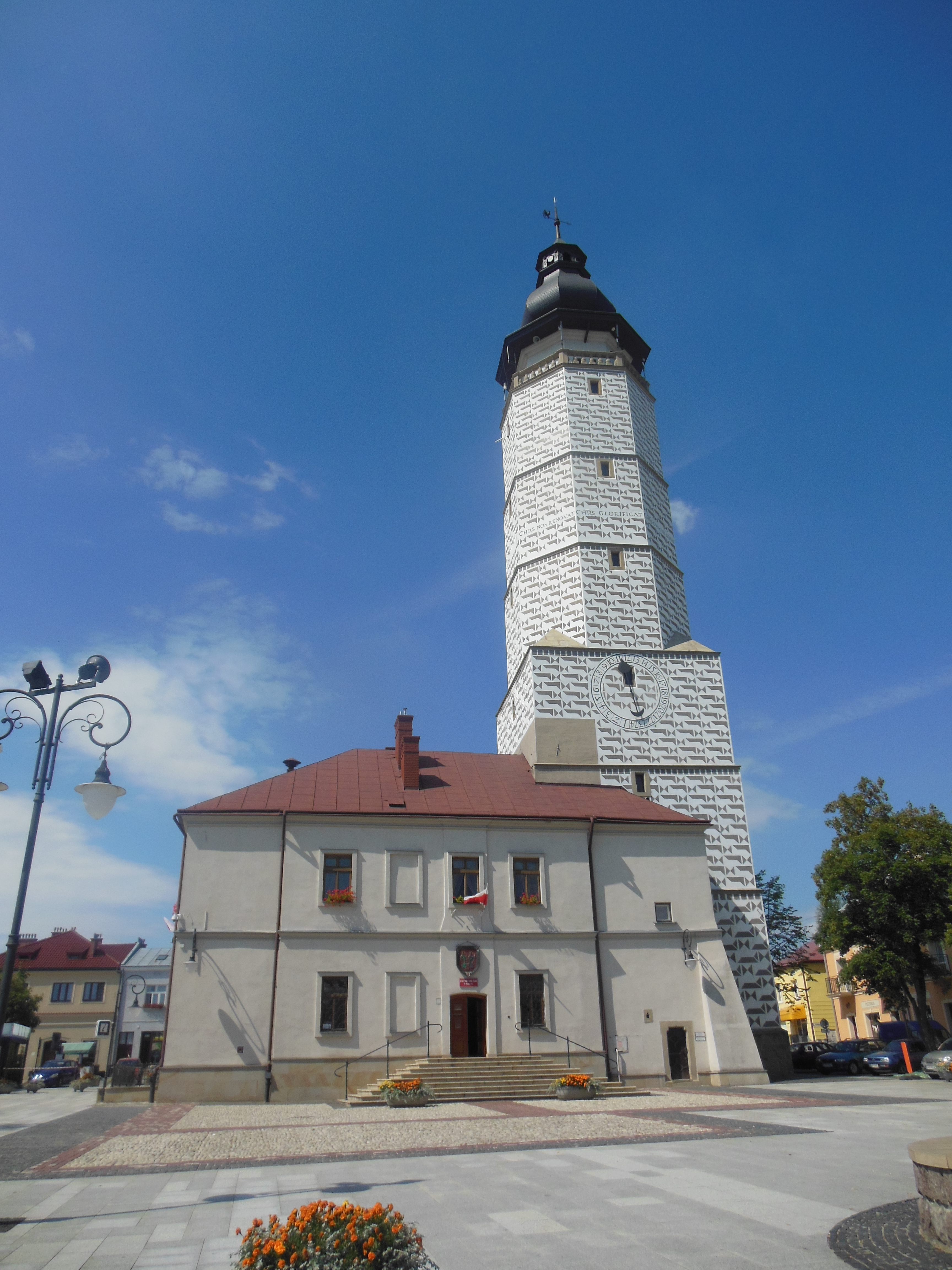
Ayuntamiento
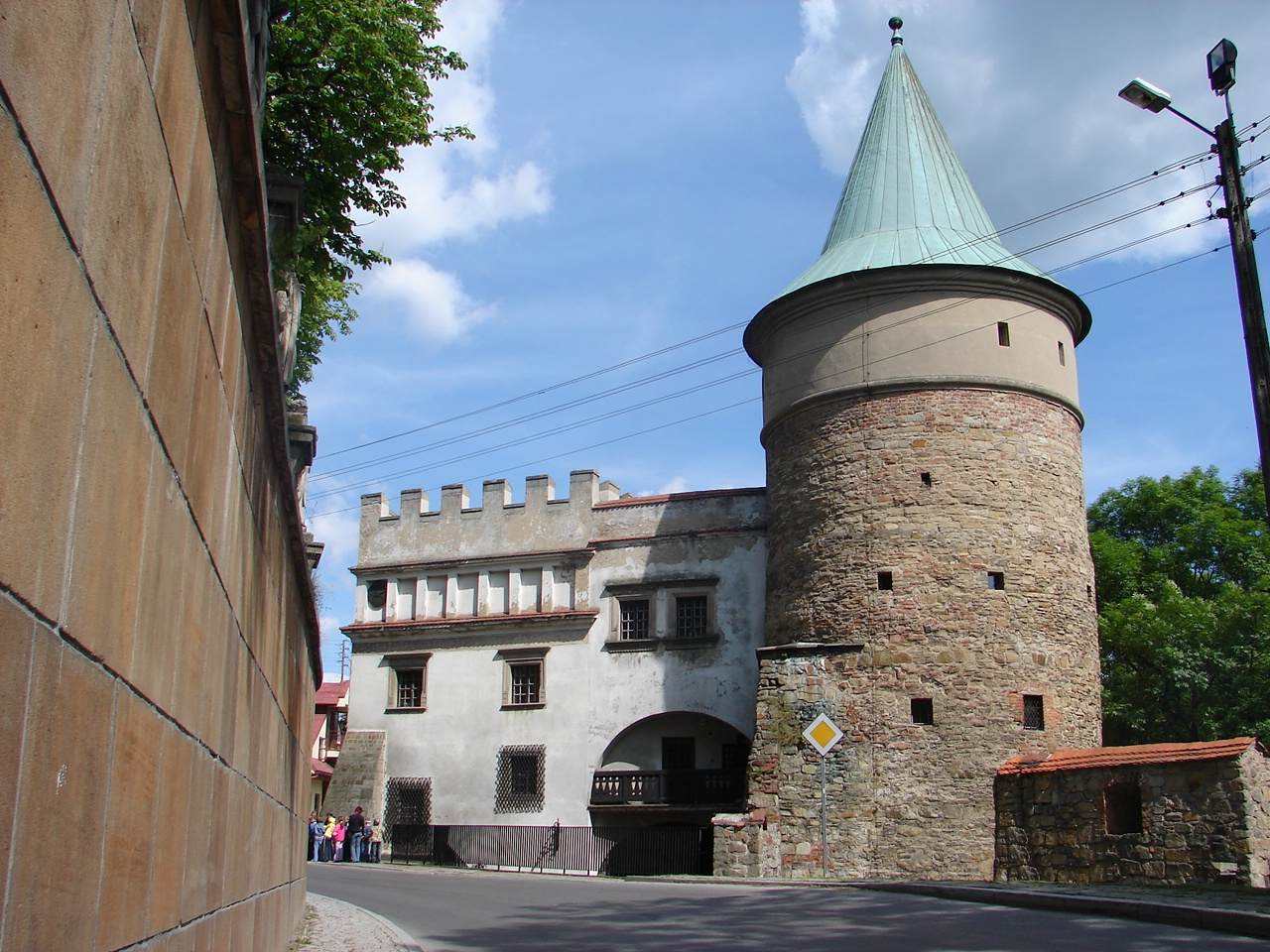
Muros de la ciudad
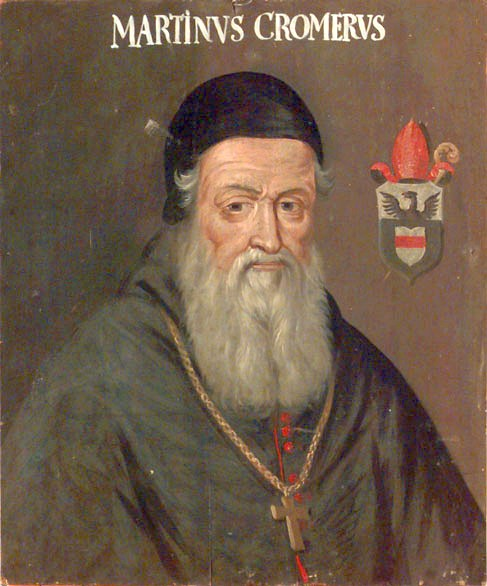
Martinus Cromerus, historiador nacido en Biecz
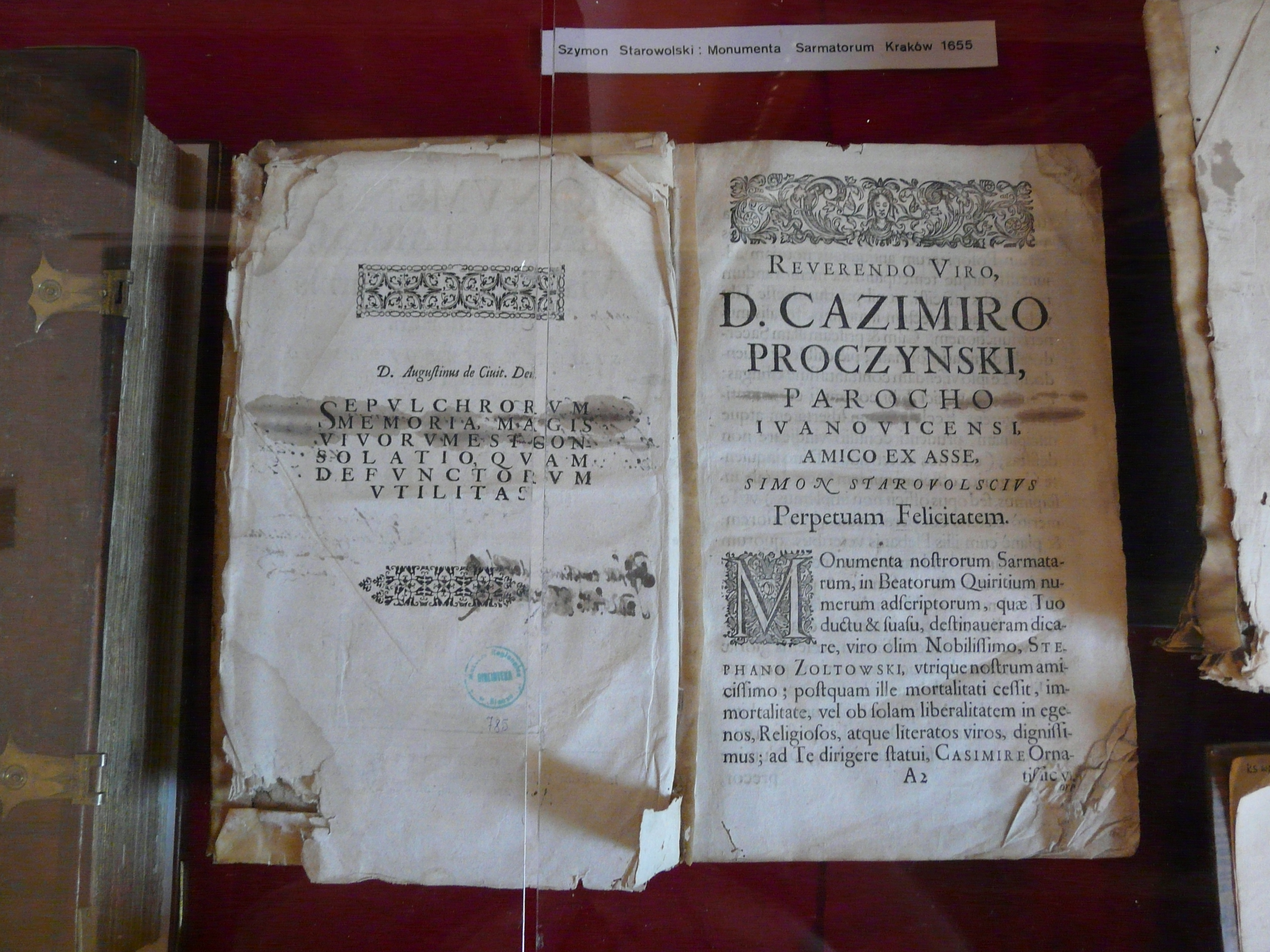
Museo en Biecz